# Tarnation
Tarnation byla americká hudební skupina, kterou koncem roku 1992 založila zpěvačka Paula Frazer. Později se ke skupině přidali kytaristé Brandan Kearney a Brent Johnson a sestavu nakonec doplnili Michelle Cernuto, Lincoln Allen a Matt Sullivan; později se ve skupině vystřídalo několik dalších hudebníků. Své první album, které neslo název I'll Give You Something to Cry About!, skupina vydala v roce 1993 u Kearneyovo vydavatelství Nuf Sed Records. Po podpisu smlouvy s vydavatelstvím 4AD následovalo album Gentle Creatures. Později skupina, v kompletně nové sestavě, nahrála své poslední album Mirador. O jeho produkci měl zájem velšský hudebník John Cale, ale nakonec jeho producentem nebyl.